# Nové Heřminovy
Nové Heřminovy è un comune della Repubblica Ceca facente parte del distretto di Bruntál, nella regione della Moravia-Slesia.